# Vinzenz Kiefer
Vinzenz Kiefer, né le 29 janvier 1979 à Weilbourg, est un acteur allemand.

## Biographie
Le père de Vinzenz Kiefer était un prêtre catholique défroqué, sa mère chanteuse de gospel. Sa sœur n’est autre que l'actrice Dorkas Kiefer. Quant à lui, il a grandi à Braunfels. Il a fréquenté le lycée de Weilbourg an der Lahn.
Vinzenz Kiefer a commencé sa carrière à la télévision en 1997, sans formation artistique, dans la série allemande Unter uns, un « soap » produit par RTL. Plus tard, il a pris des cours de théâtre avec Manfred Schwabe, Ursula Michaelis, Christoph Hilger, Frank Müller-Sendino, Michael Margotta et Björn Johnson.
Pour ses rôles dans les films : Im Namen des Herrn et Im Visier (un téléfilm de la série Tatort), il a obtenu le prix de meilleur jeune comédien en 2004, au concours « Günter-Strack-Fernsehpreis ». Il s'est fait connaître du grand public allemand en 2008 grâce à un rôle principal dans deux films Der Seewolf (d'après le roman de Jack London) et le film d'Uli Edel, Der Baader Meinhof Komplex, basé sur l'histoire vraie de la Bande à Baader.
Dans le film de Doris Dörrie, Glück (de), en 2012, il joue un rôle principal aux côtés d'Alba Rohrwacher. En avril 2013, RTL annonce son arrivée dans le rôle de l'inspecteur Alex Brandt dans la série d'action Alerte Cobra à partir du printemps 2014. À l'été 2013, on le retrouve sur scène dans le rôle principal de Siegfried, au Festival « Nibelungenfestspielen » de Worms, dans une nouvelle adaptation par Hebbels Nibelungen de la pièce Born to Die où il est dirigé par Dieter Wedel. Le 3 août 2015, RTL annonce le départ de Vinzenz Kiefer d'Alerte Cobra.
En 2016, il est à l'affiche de Jason Bourne 5, au côté de Matt Damon, dans le rôle du hackeur et lanceur d'alerte Christian Dassault. Il tient l'un des deux rôles principaux du film russe T-34, machine de guerre, sorti en 2018, où il joue le rôle d'un officier de cavalerie blindée de la Wehrmacht.
Vinzenz Kiefer vit à Berlin-Charlottenburg.

## Filmographie sélective
- 2003 : Brigade du crime : Une course de trop
- 2004 : Une équipe de choc : Visite officielle
- 2005 : Un cas pour deux - Ultime chance (saison 25 - épisode 7) : Christian Keller
- 2005 : Division criminelle - L'art et la manière (Saison 2 - épisode 9) : Fabian PUCHALLA
- 2007 : Ce qui compte, c'est la fin : Rico
- 2008 : La Bande à Baader : Peter-Jürgen Boock
- 2008 : Une jeunesse berlinoise : le lieutenant Freese
- 2011 : Le Tueur de l'Opéra : Tom
- 2012 : Glück (de)
- 2014 - 2015 : Alerte Cobra (31 épisodes) : Alex Brandt et Saison 26 - épisode 3 : Denis Kortman
- 2016 : Jason Bourne : Christian Dassault
- 2018 : T-34, machine de guerre d'Alexeï Sidorov :  le capitaine, puis colonel, Klaus Jager
- 2022 : Medieval de Petr Jakl : Conrad